# ロリ・フロスト
ロリ・フロスト（Lori Frost）は、アメリカ合衆国の言語病理学者。PECS（絵カード交換式コミュニケーションシステム）の共同開発者であり、ピラミッド教育コンサルタント社の副社長および共同創設者として知られる。

## 経歴
コロラド州ライフル出身。1977年にレイクサイド・ハイスクールを卒業後、アーカンソー大学に進学し、1981年に言語病理学および聴覚学（Speech Pathology and Audiology）の学士号を取得。1982年にはノースカロライナ大学チャペルヒル校大学院にて、トム・レイトン博士の指導のもと、言語聴覚療法学（Speech and Language Pathology）の修士号を取得した。
修了後は、公立・私立の教育機関において言語聴覚士として勤務。1985年にアンディ・ボンディとともにPECSを開発し、1992年12月にはボンディと共同でピラミッド教育コンサルタント社を設立した。

## 著書
- 『PECSトレーニングマニュアル』
- 『自閉症児と絵カードでコミュニケーションーPECSとAAC－第2版』
- 『Autism 24/7』